# Lista över fornlämningar i Oskarshamns kommun (Kristdala)
Lista över fornlämningar i Oskarshamns kommun (Kristdala) är en förteckning av ett urval av de fornlämningar som finns i Kristdala i Oskarshamns kommun.
| Namn            | Lämningstyp                 | Tillkomsttid | Historisk indelning | Plats | Läge                 | ID-nr          | Bild                                 |
| --------------- | --------------------------- | ------------ | ------------------- | ----- | -------------------- | -------------- | ------------------------------------ |
| Kristdala 19:1  | Röse                        |              | Kristdala, Småland  |       | 57.390810, 16.256246 | 10083000190001 | Ladda upp en bild av detta fornminne |
| Kristdala 19:2  | Stensättning                |              | Kristdala, Småland  |       | 57.390851, 16.256419 | 10083000190002 | Ladda upp en bild av detta fornminne |
| Kristdala 19:3  | Stensättning                |              | Kristdala, Småland  |       | 57.390681, 16.256271 | 10083000190003 | Ladda upp en bild av detta fornminne |
| Kristdala 22:1  | Röse                        |              | Kristdala, Småland  |       | 57.397190, 16.229511 | 10083000220001 | Ladda upp en bild av detta fornminne |
| Kristdala 23:1  | Röse                        |              | Kristdala, Småland  |       | 57.398911, 16.227529 | 10083000230001 | Ladda upp en bild av detta fornminne |
| Kristdala 25:1  | Gravfält                    |              | Kristdala, Småland  |       | 57.397651, 16.205784 | 10083000250001 | Ladda upp en bild av detta fornminne |
| Kristdala 26:1  | Röse                        |              | Kristdala, Småland  |       | 57.395693, 16.200483 | 10083000260001 | Ladda upp en bild av detta fornminne |
| Kristdala 30:1  | Röse                        |              | Kristdala, Småland  |       | 57.399558, 16.148601 | 10083000300001 | Ladda upp en bild av detta fornminne |
| Kristdala 31:1  | Röse                        |              | Kristdala, Småland  |       | 57.380809, 16.113871 | 10083000310001 | Ladda upp en bild av detta fornminne |
| Kristdala 31:2  | Stensättning                |              | Kristdala, Småland  |       | 57.380591, 16.113792 | 10083000310002 | Ladda upp en bild av detta fornminne |
| Kristdala 31:3  | Stensättning                |              | Kristdala, Småland  |       | 57.380702, 16.113589 | 10083000310003 | Ladda upp en bild av detta fornminne |
| Kristdala 31:4  | Stensättning                |              | Kristdala, Småland  |       | 57.380487, 16.113280 | 10083000310004 | Ladda upp en bild av detta fornminne |
| Kristdala 31:5  | Stensättning                |              | Kristdala, Småland  |       | 57.380672, 16.112663 | 10083000310005 | Ladda upp en bild av detta fornminne |
| Kristdala 31:6  | Stensättning                |              | Kristdala, Småland  |       | 57.380938, 16.114822 | 10083000310006 | Ladda upp en bild av detta fornminne |
| Kristdala 31:7  | Stensättning                |              | Kristdala, Småland  |       | 57.380871, 16.114940 | 10083000310007 | Ladda upp en bild av detta fornminne |
| Kristdala 37:1  | Stensättning                |              | Kristdala, Småland  |       | 57.415621, 16.261807 | 10083000370001 | Ladda upp en bild av detta fornminne |
| Kristdala 39:1  | Röse                        |              | Kristdala, Småland  |       | 57.413474, 16.248998 | 10083000390001 | Ladda upp en bild av detta fornminne |
| Kristdala 39:2  | Stensättning                |              | Kristdala, Småland  |       | 57.413424, 16.248845 | 10083000390002 | Ladda upp en bild av detta fornminne |
| Kristdala 40:1  | Röse                        |              | Kristdala, Småland  |       | 57.414729, 16.248705 | 10083000400001 | Ladda upp en bild av detta fornminne |
| Kristdala 41:1  | Röse                        |              | Kristdala, Småland  |       | 57.415970, 16.248353 | 10083000410001 | Ladda upp en bild av detta fornminne |
| Kristdala 42:1  | Stensättning                |              | Kristdala, Småland  |       | 57.416763, 16.252469 | 10083000420001 | Ladda upp en bild av detta fornminne |
| Kristdala 42:2  | Röse                        |              | Kristdala, Småland  |       | 57.416493, 16.252026 | 10083000420002 | Ladda upp en bild av detta fornminne |
| Kristdala 42:3  | Stensättning                |              | Kristdala, Småland  |       | 57.416577, 16.252013 | 10083000420003 | Ladda upp en bild av detta fornminne |
| Kristdala 42:4  | Stensättning                |              | Kristdala, Småland  |       | 57.416411, 16.252039 | 10083000420004 | Ladda upp en bild av detta fornminne |
| Kristdala 42:5  | Stensättning                |              | Kristdala, Småland  |       | 57.416340, 16.251365 | 10083000420005 | Ladda upp en bild av detta fornminne |
| Kristdala 42:6  | Röse                        |              | Kristdala, Småland  |       | 57.416106, 16.251948 | 10083000420006 | Ladda upp en bild av detta fornminne |
| Kristdala 42:7  | Stensättning                |              | Kristdala, Småland  |       | 57.416087, 16.252101 | 10083000420007 | Ladda upp en bild av detta fornminne |
| Kristdala 42:8  | Stensättning                |              | Kristdala, Småland  |       | 57.416653, 16.252977 | 10083000420008 | Ladda upp en bild av detta fornminne |
| Kristdala 45:1  | Röse                        |              | Kristdala, Småland  |       | 57.425610, 16.229387 | 10083000450001 | Ladda upp en bild av detta fornminne |
| Kristdala 46:1  | Stensättning                |              | Kristdala, Småland  |       | 57.428250, 16.230662 | 10083000460001 | Ladda upp en bild av detta fornminne |
| Kristdala 46:2  | Stensättning                |              | Kristdala, Småland  |       | 57.428319, 16.230609 | 10083000460002 | Ladda upp en bild av detta fornminne |
| Kristdala 46:3  | Stensättning                |              | Kristdala, Småland  |       | 57.428260, 16.230526 | 10083000460003 | Ladda upp en bild av detta fornminne |
| Kristdala 47:1  | Röse                        |              | Kristdala, Småland  |       | 57.429413, 16.231523 | 10083000470001 | Ladda upp en bild av detta fornminne |
| Kristdala 47:3  | Stensättning                |              | Kristdala, Småland  |       | 57.429013, 16.232203 | 10083000470003 | Ladda upp en bild av detta fornminne |
| Kristdala 49:1  | Röse                        |              | Kristdala, Småland  |       | 57.435878, 16.259619 | 10083000490001 | Ladda upp en bild av detta fornminne |
| Kristdala 49:3  | Stensättning                |              | Kristdala, Småland  |       | 57.435762, 16.259608 | 10083000490003 | Ladda upp en bild av detta fornminne |
| Kristdala 49:4  | Röse                        |              | Kristdala, Småland  |       | 57.435376, 16.259328 | 10083000490004 | Ladda upp en bild av detta fornminne |
| Kristdala 50:1  | Röse                        |              | Kristdala, Småland  |       | 57.434380, 16.254837 | 10083000500001 | Ladda upp en bild av detta fornminne |
| Kristdala 50:2  | Stensättning                |              | Kristdala, Småland  |       | 57.434482, 16.254861 | 10083000500002 | Ladda upp en bild av detta fornminne |
| Kristdala 52:1  | Röse                        |              | Kristdala, Småland  |       | 57.433267, 16.240113 | 10083000520001 | Ladda upp en bild av detta fornminne |
| Kristdala 52:2  | Röse                        |              | Kristdala, Småland  |       | 57.432649, 16.240243 | 10083000520002 | Ladda upp en bild av detta fornminne |
| Kristdala 53:1  | Röse                        |              | Kristdala, Småland  |       | 57.435114, 16.247138 | 10083000530001 | Ladda upp en bild av detta fornminne |
| Kristdala 54:1  | Röse                        |              | Kristdala, Småland  |       | 57.435186, 16.241536 | 10083000540001 | Ladda upp en bild av detta fornminne |
| Kristdala 54:2  | Röse                        |              | Kristdala, Småland  |       | 57.435382, 16.242214 | 10083000540002 | Ladda upp en bild av detta fornminne |
| Kristdala 54:3  | Stensättning                |              | Kristdala, Småland  |       | 57.435695, 16.241940 | 10083000540003 | Ladda upp en bild av detta fornminne |
| Kristdala 54:4  | Röse                        |              | Kristdala, Småland  |       | 57.436030, 16.241934 | 10083000540004 | Ladda upp en bild av detta fornminne |
| Kristdala 54:5  | Stensättning                |              | Kristdala, Småland  |       | 57.436341, 16.242607 | 10083000540005 | Ladda upp en bild av detta fornminne |
| Kristdala 72:1  | Röse                        |              | Kristdala, Småland  |       | 57.457096, 16.214115 | 10083000720001 | Ladda upp en bild av detta fornminne |
| Kristdala 72:2  | Röse                        |              | Kristdala, Småland  |       | 57.457305, 16.213246 | 10083000720002 | Ladda upp en bild av detta fornminne |
| Kristdala 73:1  | Röse                        |              | Kristdala, Småland  |       | 57.457743, 16.215702 | 10083000730001 | Ladda upp en bild av detta fornminne |
| Kristdala 74:1  | Röse                        |              | Kristdala, Småland  |       | 57.458775, 16.217386 | 10083000740001 | Ladda upp en bild av detta fornminne |
| Kristdala 74:4  | Röse                        |              | Kristdala, Småland  |       | 57.459216, 16.217036 | 10083000740004 | Ladda upp en bild av detta fornminne |
| Kristdala 74:5  | Stensättning                |              | Kristdala, Småland  |       | 57.459360, 16.216932 | 10083000740005 | Ladda upp en bild av detta fornminne |
| Kristdala 74:6  | Stensättning                |              | Kristdala, Småland  |       | 57.459494, 16.216789 | 10083000740006 | Ladda upp en bild av detta fornminne |
| Kristdala 74:7  | Stensättning                |              | Kristdala, Småland  |       | 57.459468, 16.215898 | 10083000740007 | Ladda upp en bild av detta fornminne |
| Kristdala 77:1  | Röse                        |              | Kristdala, Småland  |       | 57.397160, 16.203679 | 10083000770001 | Ladda upp en bild av detta fornminne |
| Kristdala 77:2  | Röse                        |              | Kristdala, Småland  |       | 57.397124, 16.204121 | 10083000770002 | Ladda upp en bild av detta fornminne |
| Kristdala 78:1  | Röse                        |              | Kristdala, Småland  |       | 57.398464, 16.206230 | 10083000780001 | Ladda upp en bild av detta fornminne |
| Kristdala 148:1 | Gravfält                    |              | Kristdala, Småland  |       | 57.419015, 16.030082 | 10083001480001 | Ladda upp en bild av detta fornminne |
| Kristdala 173:1 | Röse                        |              | Kristdala, Småland  |       | 57.381783, 16.113159 | 10083001730001 | Ladda upp en bild av detta fornminne |
| Kristdala 394:1 | Stensättning                |              | Kristdala, Småland  |       | 57.367023, 16.216549 | 10083003940001 | Ladda upp en bild av detta fornminne |
| Kristdala 394:2 | Stensättning                |              | Kristdala, Småland  |       | 57.367084, 16.216470 | 10083003940002 | Ladda upp en bild av detta fornminne |
| Kristdala 396:1 | Stensättning                |              | Kristdala, Småland  |       | 57.397506, 16.228970 | 10083003960001 | Ladda upp en bild av detta fornminne |
| Kristdala 396:2 | Stensättning                |              | Kristdala, Småland  |       | 57.397618, 16.229117 | 10083003960002 | Ladda upp en bild av detta fornminne |
| Kristdala 397:1 | Stensättning                |              | Kristdala, Småland  |       | 57.397948, 16.228858 | 10083003970001 | Ladda upp en bild av detta fornminne |
| Kristdala 398:1 | Stensättning                |              | Kristdala, Småland  |       | 57.391559, 16.257237 | 10083003980001 | Ladda upp en bild av detta fornminne |
| Kristdala 398:2 | Stensättning                |              | Kristdala, Småland  |       | 57.391492, 16.257393 | 10083003980002 | Ladda upp en bild av detta fornminne |
| Kristdala 398:3 | Stensättning                |              | Kristdala, Småland  |       | 57.391493, 16.257280 | 10083003980003 | Ladda upp en bild av detta fornminne |
| Kristdala 434:1 | Stensättning                |              | Kristdala, Småland  |       | 57.411475, 16.247340 | 10083004340001 | Ladda upp en bild av detta fornminne |
| Kristdala 434:2 | Stensättning                |              | Kristdala, Småland  |       | 57.411403, 16.247479 | 10083004340002 | Ladda upp en bild av detta fornminne |
| Kristdala 434:3 | Stensättning                |              | Kristdala, Småland  |       | 57.411314, 16.247339 | 10083004340003 | Ladda upp en bild av detta fornminne |
| Kristdala 434:4 | Grav markerad av sten/block |              | Kristdala, Småland  |       | 57.411351, 16.247104 | 10083004340004 | Ladda upp en bild av detta fornminne |
| Kristdala 442:1 | Röse                        |              | Kristdala, Småland  |       | 57.438819, 16.247395 | 10083004420001 | Ladda upp en bild av detta fornminne |
| Kristdala 443:1 | Stensättning                |              | Kristdala, Småland  |       | 57.438572, 16.248235 | 10083004430001 | Ladda upp en bild av detta fornminne |
| Kristdala 443:2 | Stensättning                |              | Kristdala, Småland  |       | 57.438503, 16.248241 | 10083004430002 | Ladda upp en bild av detta fornminne |
| Kristdala 443:3 | Stensättning                |              | Kristdala, Småland  |       | 57.438535, 16.248384 | 10083004430003 | Ladda upp en bild av detta fornminne |
| Kristdala 444:1 | Stensättning                |              | Kristdala, Småland  |       | 57.425508, 16.230732 | 10083004440001 | Ladda upp en bild av detta fornminne |
| Kristdala 444:2 | Stensättning                |              | Kristdala, Småland  |       | 57.425477, 16.230865 | 10083004440002 | Ladda upp en bild av detta fornminne |
| Kristdala 445:1 | Stensättning                |              | Kristdala, Småland  |       | 57.426542, 16.230065 | 10083004450001 | Ladda upp en bild av detta fornminne |
| Kristdala 445:2 | Stensättning                |              | Kristdala, Småland  |       | 57.426457, 16.230084 | 10083004450002 | Ladda upp en bild av detta fornminne |
| Kristdala 454:1 | Slott/herresäte             |              | Kristdala, Småland  |       | 57.353203, 16.166545 | 10083004540001 | Ladda upp en bild av detta fornminne |
| Kristdala 457:1 | Röse                        |              | Kristdala, Småland  |       | 57.416479, 16.249216 | 10083004570001 | Ladda upp en bild av detta fornminne |
| Kristdala 459:1 | Stensättning                |              | Kristdala, Småland  |       | 57.415999, 16.260497 | 10083004590001 | Ladda upp en bild av detta fornminne |
| Kristdala 459:2 | Stensättning                |              | Kristdala, Småland  |       | 57.415933, 16.260709 | 10083004590002 | Ladda upp en bild av detta fornminne |
| Kristdala 459:3 | Stensättning                |              | Kristdala, Småland  |       | 57.416076, 16.260846 | 10083004590003 | Ladda upp en bild av detta fornminne |
| Kristdala 463:1 | Stensättning                |              | Kristdala, Småland  |       | 57.434325, 16.262869 | 10083004630001 | Ladda upp en bild av detta fornminne |
| Kristdala 463:2 | Stensättning                |              | Kristdala, Småland  |       | 57.434125, 16.263566 | 10083004630002 | Ladda upp en bild av detta fornminne |
| Kristdala 464:1 | Stensättning                |              | Kristdala, Småland  |       | 57.426648, 16.280569 | 10083004640001 | Ladda upp en bild av detta fornminne |
| Kristdala 464:2 | Stensättning                |              | Kristdala, Småland  |       | 57.426546, 16.280655 | 10083004640002 | Ladda upp en bild av detta fornminne |
| Kristdala 464:3 | Stensättning                |              | Kristdala, Småland  |       | 57.426476, 16.280435 | 10083004640003 | Ladda upp en bild av detta fornminne |
| Kristdala 464:4 | Stensättning                |              | Kristdala, Småland  |       | 57.426428, 16.280275 | 10083004640004 | Ladda upp en bild av detta fornminne |
| Kristdala 496:1 | Stensättning                |              | Kristdala, Småland  |       | 57.459215, 16.213129 | 10083004960001 | Ladda upp en bild av detta fornminne |
| Kristdala 497:1 | Röse                        |              | Kristdala, Småland  |       | 57.458330, 16.209563 | 10083004970001 | Ladda upp en bild av detta fornminne |
| Kristdala 514:1 | Stensättning                |              | Kristdala, Småland  |       | 57.383874, 16.111925 | 10083005140001 | Ladda upp en bild av detta fornminne |
| Kristdala 515:1 | Stensättning                |              | Kristdala, Småland  |       | 57.383965, 16.110228 | 10083005150001 | Ladda upp en bild av detta fornminne |
| Kristdala 515:2 | Stensättning                |              | Kristdala, Småland  |       | 57.383897, 16.110382 | 10083005150002 | Ladda upp en bild av detta fornminne |
| Kristdala 516:1 | Stensättning                |              | Kristdala, Småland  |       | 57.421086, 16.035317 | 10083005160001 | Ladda upp en bild av detta fornminne |
| Kristdala 521:1 | Röse                        |              | Kristdala, Småland  |       | 57.504997, 16.291986 | 10083005210001 | Ladda upp en bild av detta fornminne |
| Kristdala 523:1 | Röse                        |              | Kristdala, Småland  |       | 57.503759, 16.300135 | 10083005230001 | Ladda upp en bild av detta fornminne |
| Kristdala 523:2 | Stensättning                |              | Kristdala, Småland  |       | 57.503623, 16.300273 | 10083005230002 | Ladda upp en bild av detta fornminne |
| Kristdala 524:1 | Röse                        |              | Kristdala, Småland  |       | 57.508919, 16.302620 | 10083005240001 | Ladda upp en bild av detta fornminne |
| Kristdala 524:2 | Stensättning                |              | Kristdala, Småland  |       | 57.508837, 16.302820 | 10083005240002 | Ladda upp en bild av detta fornminne |
| Kristdala 537:1 | Stensättning                |              | Kristdala, Småland  |       | 57.473975, 16.277543 | 10083005370001 | Ladda upp en bild av detta fornminne |
| Kristdala 542:1 | Stensättning                |              | Kristdala, Småland  |       | 57.485459, 16.267822 | 10083005420001 | Ladda upp en bild av detta fornminne |
| Kristdala 543:1 | Röse                        |              | Kristdala, Småland  |       | 57.485912, 16.267220 | 10083005430001 | Ladda upp en bild av detta fornminne |
| Kristdala 545:1 | Stensättning                |              | Kristdala, Småland  |       | 57.486484, 16.270926 | 10083005450001 | Ladda upp en bild av detta fornminne |
| Kristdala 546:1 | Stensättning                |              | Kristdala, Småland  |       | 57.484782, 16.274524 | 10083005460001 | Ladda upp en bild av detta fornminne |
| Kristdala 546:2 | Stensättning                |              | Kristdala, Småland  |       | 57.484782, 16.274993 | 10083005460002 | Ladda upp en bild av detta fornminne |
| Kristdala 546:4 | Stensättning                |              | Kristdala, Småland  |       | 57.484695, 16.275292 | 10083005460004 | Ladda upp en bild av detta fornminne |
| Kristdala 546:5 | Stensättning                |              | Kristdala, Småland  |       | 57.485128, 16.274744 | 10083005460005 | Ladda upp en bild av detta fornminne |
| Kristdala 546:6 | Stensättning                |              | Kristdala, Småland  |       | 57.485216, 16.275110 | 10083005460006 | Ladda upp en bild av detta fornminne |
| Kristdala 546:7 | Stensättning                |              | Kristdala, Småland  |       | 57.485160, 16.275200 | 10083005460007 | Ladda upp en bild av detta fornminne |
| Kristdala 546:8 | Stensättning                |              | Kristdala, Småland  |       | 57.484777, 16.274753 | 10083005460008 | Ladda upp en bild av detta fornminne |
| Kristdala 547:1 | Stenkrets                   |              | Kristdala, Småland  |       | 57.479555, 16.272648 | 10083005470001 | Ladda upp en bild av detta fornminne |
| Kristdala 549:1 | Stensättning                |              | Kristdala, Småland  |       | 57.482078, 16.277269 | 10083005490001 | Ladda upp en bild av detta fornminne |
| Kristdala 549:2 | Stensättning                |              | Kristdala, Småland  |       | 57.481936, 16.277415 | 10083005490002 | Ladda upp en bild av detta fornminne |
| Kristdala 552:1 | Stensättning                |              | Kristdala, Småland  |       | 57.481026, 16.279114 | 10083005520001 | Ladda upp en bild av detta fornminne |
| Kristdala 552:2 | Stensättning                |              | Kristdala, Småland  |       | 57.481125, 16.279396 | 10083005520002 | Ladda upp en bild av detta fornminne |
| Kristdala 553:1 | Stensättning                |              | Kristdala, Småland  |       | 57.480788, 16.285576 | 10083005530001 | Ladda upp en bild av detta fornminne |
| Kristdala 553:2 | Röse                        |              | Kristdala, Småland  |       | 57.480637, 16.286003 | 10083005530002 | Ladda upp en bild av detta fornminne |
| Kristdala 554:1 | Stensättning                |              | Kristdala, Småland  |       | 57.481527, 16.287326 | 10083005540001 | Ladda upp en bild av detta fornminne |
| Kristdala 554:2 | Stensättning                |              | Kristdala, Småland  |       | 57.481418, 16.286405 | 10083005540002 | Ladda upp en bild av detta fornminne |
| Kristdala 554:4 | Stensättning                |              | Kristdala, Småland  |       | 57.481277, 16.286132 | 10083005540004 | Ladda upp en bild av detta fornminne |
| Kristdala 558:1 | Stensättning                |              | Kristdala, Småland  |       | 57.483044, 16.298265 | 10083005580001 | Ladda upp en bild av detta fornminne |
| Kristdala 560:1 | Stensättning                |              | Kristdala, Småland  |       | 57.478090, 16.301077 | 10083005600001 | Ladda upp en bild av detta fornminne |
| Kristdala 560:2 | Stensättning                |              | Kristdala, Småland  |       | 57.478179, 16.300967 | 10083005600002 | Ladda upp en bild av detta fornminne |
| Kristdala 561:1 | Stensättning                |              | Kristdala, Småland  |       | 57.480541, 16.301939 | 10083005610001 | Ladda upp en bild av detta fornminne |
| Kristdala 562:1 | Röse                        |              | Kristdala, Småland  |       | 57.481987, 16.299487 | 10083005620001 | Ladda upp en bild av detta fornminne |
| Kristdala 563:1 | Stensättning                |              | Kristdala, Småland  |       | 57.475692, 16.304655 | 10083005630001 | Ladda upp en bild av detta fornminne |
| Kristdala 564:1 | Röse                        |              | Kristdala, Småland  |       | 57.482128, 16.291451 | 10083005640001 | Ladda upp en bild av detta fornminne |
| Kristdala 564:2 | Röse                        |              | Kristdala, Småland  |       | 57.482140, 16.291884 | 10083005640002 | Ladda upp en bild av detta fornminne |
| Kristdala 567:1 | Grav markerad av sten/block |              | Kristdala, Småland  |       | 57.476927, 16.322638 | 10083005670001 | Ladda upp en bild av detta fornminne |
| Kristdala 567:2 | Grav markerad av sten/block |              | Kristdala, Småland  |       | 57.476868, 16.322666 | 10083005670002 | Ladda upp en bild av detta fornminne |
| Kristdala 568:1 | Stensättning                |              | Kristdala, Småland  |       | 57.481043, 16.305560 | 10083005680001 | Ladda upp en bild av detta fornminne |
| Kristdala 578:1 | Stensättning                |              | Kristdala, Småland  |       | 57.467032, 16.354079 | 10083005780001 | Ladda upp en bild av detta fornminne |
| Kristdala 582:1 | Stensättning                |              | Kristdala, Småland  |       | 57.474659, 16.379655 | 10083005820001 | Ladda upp en bild av detta fornminne |
| Kristdala 719   | Stensättning                |              | Kristdala, Småland  |       | 57.431285, 16.259061 | 12000000022039 | Ladda upp en bild av detta fornminne |
| Kristdala 720   | Stensättning                |              | Kristdala, Småland  |       | 57.431426, 16.259128 | 12000000022040 | Ladda upp en bild av detta fornminne |
| Kristdala 724   | Stensättning                |              | Kristdala, Småland  |       | 57.446069, 16.272818 | 12000000022046 | Ladda upp en bild av detta fornminne |
| Kristdala 725   | Stensättning                |              | Kristdala, Småland  |       | 57.430906, 16.258021 | 12000000022048 | Ladda upp en bild av detta fornminne |
| Kristdala 726   | Stensättning                |              | Kristdala, Småland  |       | 57.430996, 16.258302 | 12000000022049 | Ladda upp en bild av detta fornminne |